# Eerste nationale herenhandbal 2018/19
De eerste nationale 2018–19 is de hoogste divisie in het Belgische handbal.

## Opzet
Vanaf dit seizoen nemen er 14 ploegen aan de competitie deel. Dit zijn er 2 meer dan vorig seizoen. De 6 "beste" ploegen van vorig seizoen, spelen eerst een volledige competitie in BENE-League verband, terwijl de overige 8 ploegen eerst een volledige competitie in regulier eerste nationale-verband spelen. De BENE-League en de eerste nationale zijn dus deels met elkaar verweven.
Na beëindiging van deze 2 competities worden de 14 ploegen bij elkaar gevoegd, waarbij:
- De 4 Belgische ploegen, die in BENE-League als hoogste zijn geëindigd, gaan in een onderlinge volledige competitie, de zogenaamde play-off 1, strijden voor het Belgisch kampioenschap. Hierbij begint de ploeg die in de BENE-League als hoogste is geëindigd met 4 bonuspunten, aflopend tot 1 bonuspunt voor de ploeg die in de BENE-League als vierde is geëindigd. De 2 ploegen die in deze competitie als hoogste eindigen beslissen in een best-of-three wie uiteindelijk de kampioen van het huidige seizoen wordt. Verder komen deze 4 ploegen volgend seizoen weer in de BENE-League uit.
- De 2 Belgische ploegen, die in BENE-League als laagste zijn geëindigd, spelen onderling een best-of-five. De winnaar van deze tweekamp speelt volgend seizoen wederom in de BENE-League en de verliezende ploeg in de reguliere competitie van de eerste nationale.
- De 4 ploegen, die in het reguliere eerste nationale-seizoen op de eerste vier plaatsen zijn geëindigd, spelen onderling een volledige competitie, de zogenaamde play-off 2, voor de vrijgekomen plek in de BENE-League van volgend seizoen. Hierbij begint de ploeg die in het reguliere eerste nationale-seizoen als eerste is geëindigd met 4 bonuspunten, aflopend tot 1 bonuspunt voor de ploeg die als vierde is geëindigd. De 2 ploegen die in deze play-off 2 als hoogste eindigen, maken ten slotte in een best-of-three uit wie de plek in de BENE-League krijgt.
- De 4 ploegen, die in het reguliere eerste nationale-seizoen op de laatste vier plaatsen zijn geëindigd, spelen onderling een volledige competitie, de zogenaamde play-down, tegen degradatie naar de tweede nationale. Hierbij begint de ploeg die in het reguliere eerste nationale-seizoen als vijfde is geëindigd met 4 bonuspunten, aflopend tot 1 bonuspunt voor de ploeg die als achtste is geëindigd. De ploeg die in deze competitie als laatste eindigt, degradeert naar de tweede nationale.

## Teams
| Ploeg                  | Plaats          | Provincie       | Trainer(s)         | Hal                               |
| BENE-League            | BENE-League     | BENE-League     | BENE-League        | BENE-League                       |
| ---------------------- | --------------- | --------------- | ------------------ | --------------------------------- |
| Achilles Bocholt       | Bocholt         | Limburg         | Bart Lenders       | De Damburg                        |
| Initia HC Hasselt      | Hasselt         | Limburg         | Joop Fiege         | Alverberg                         |
| Sporting NeLo          | Neerpelt-Lommel | Limburg         | Martin Vlijm       | Dommelhof                         |
| KV Sasja HC            | Hoboken         | Antwerpen       | Alex Jacobs        | Sporthal Sorghvliedt              |
| Handbal Tongeren       | Tongeren        | Limburg         | Vladimir Tomanović | Eburons Dôme                      |
| HC Visé BM             | Wezet           | Luik            | Korneel Douven     | Hall Omnisports de Visé           |
| Eerste nationale       |                 |                 |                    |                                   |
| HC AtomiX              | Haacht          | Vlaams-Brabant  | Lars Bertels       | Sportcomplex Den Dijk             |
| HC Eynatten-Raeren     | Eynatten        | Luik            | Bruno Thevissen    | Sportzentrum Eynatten             |
| Estudiantes HC Tournai | Doornik         | Henegouwen      | Luc Vercauteren    | Hall des sports de la C.E.T.      |
| RHC Grâce-Hollogne     | Grâce-Hollogne  | Luik            | Gianni Dolce       | Hall Omnisports de Grâce-Hollogne |
| HC Don Bosco Gent      | Gent            | Oost-Vlaanderen | Seyran Krojan      | Sporthal Hekers                   |
| Apolloon Kortrijk      | Kortrijk        | West-Vlaanderen | Koen Nel           | Sporthal Lange Munte              |
| Olse Merksem HC        | Merksem         | Antwerpen       | Piotr Konitz       | Sporthal De Rode Loop             |
| HC Visé BM 2           | Wezet           | Luik            | Davor Perić        | Hall Omnisports de Visé           |

## Reguliere competitie

### Stand
| Pos | Team                   | Wed | W  | G | V  | Ptn | DV  | DT  | +/− | Opmerking                                         |
| --- | ---------------------- | --- | -- | - | -- | --- | --- | --- | --- | ------------------------------------------------- |
| 1   | Estudiantes HC Tournai | 14  | 11 | 1 | 2  | 23  | 412 | 378 | +34 | Spelen verder in play-off 2 voor BENE-League plek |
| 2   | HC AtomiX (P)          | 14  | 9  | 0 | 5  | 18  | 420 | 376 | +44 | Spelen verder in play-off 2 voor BENE-League plek |
| 3   | Apolloon Kortrijk      | 14  | 9  | 0 | 5  | 18  | 436 | 425 | +11 | Spelen verder in play-off 2 voor BENE-League plek |
| 4   | HC Eynatten-Raeren     | 14  | 7  | 2 | 5  | 16  | 403 | 392 | +11 | Spelen verder in play-off 2 voor BENE-League plek |
| 5   | Olse Merksem HC        | 14  | 6  | 2 | 6  | 14  | 383 | 384 | −1  | Spelen verder in play-down                        |
| 6   | HC Don Bosco Gent      | 14  | 5  | 2 | 7  | 12  | 416 | 415 | +1  | Spelen verder in play-down                        |
| 7   | HC Visé BM 2           | 14  | 2  | 3 | 9  | 7   | 384 | 409 | −25 | Spelen verder in play-down                        |
| 8   | RHC Grâce-Hollogne (R) | 14  | 1  | 2 | 11 | 4   | 338 | 413 | −75 | Spelen verder in play-down                        |

### Uitslagen
| Thuis \ Uit            | ATO   | E-R   | EST   | G-H   | GEN   | KOR   | MER   | VIS   |
| ---------------------- | ----- | ----- | ----- | ----- | ----- | ----- | ----- | ----- |
| HC AtomiX              |       | 34–30 | 27–31 | 32–16 | 30–31 | 26–30 | 31–23 | 34–26 |
| HC Eynatten-Raeren     | 32–26 |       | 30–34 | 29–25 | 18–31 | 37–30 | 29–27 | 31–24 |
| Estudiantes HC Tournai | 27–24 | 26–25 |       | 28–16 | 34–29 | 34–42 | 34–30 | 30–26 |
| RHC Grâce-Hollogne     | 25–36 | 26–26 | 22–29 |       | 24–21 | 34–35 | 25–25 | 24–28 |
| HC Don Bosco Gent      | 28–31 | 29–30 | 34–34 | 32–28 |       | 26–35 | 36–28 | 34–31 |
| Apolloon Kortrijk      | 29–33 | 29–26 | 27–28 | 29–25 | 28–27 |       | 29–37 | 35–32 |
| Olse Merksem HC        | 25–28 | 22–31 | 23–19 | 29–21 | 33–27 | 31–26 |       | 25–25 |
| HC Visé BM 2           | 23–28 | 29–29 | 23–24 | 34–27 | 31–31 | 29–32 | 23–25 |       |

## Nacompetitie

### Play-down
De 4 ploegen, die in het reguliere eerste nationale seizoen op de plaatsen 5 t/m 8 zijn geëindigd, spelen onderling een volledige competitie tegen degradatie naar de tweede nationale.
Hierbij begint de ploeg die in het reguliere eerste nationale seizoen als vijfde is geëindigd met 4 bonuspunten, aflopend tot 1 bonuspunt voor de ploeg die als achtste is geëindigd.
De ploeg die in deze competitie als laatste eindigt, degradeert naar de tweede nationale. De andere 3 ploegen spelen volgend seizoen in de reguliere competitie van de eerste nationale 2019/20.
Op nationaal niveau worden dit uiteindelijk de ploegen op de plaatsen 11 t/m 14 in de eindrangschikking.

#### Teams
| Positie                | Team               | Opmerking           |
| ---------------------- | ------------------ | ------------------- |
| No. 5 Eerste nationale | Olse Merksem HC    | Begint met 4 punten |
| No. 6 Eerste nationale | HC Don Bosco Gent  | Begint met 3 punten |
| No. 7 Eerste nationale | HC Visé BM 2       | Begint met 2 punten |
| No. 8 Eerste nationale | RHC Grâce-Hollogne | Begint met 1 punt   |

#### Stand
| Pos | Team                   | Wed | W | G | V | Ptn | DV  | DT  | +/− | Opmerking                                             |
| --- | ---------------------- | --- | - | - | - | --- | --- | --- | --- | ----------------------------------------------------- |
| 1   | HC Don Bosco Gent      | 6   | 5 | 0 | 1 | 13  | 201 | 171 | +30 |                                                       |
| 2   | HC Visé BM 2           | 6   | 3 | 1 | 2 | 9   | 181 | 164 | +17 |                                                       |
| 3   | Olse Merksem HC        | 6   | 2 | 1 | 3 | 9   | 161 | 158 | +3  |                                                       |
| 4   | RHC Grâce-Hollogne (R) | 6   | 1 | 0 | 5 | 3   | 139 | 189 | −50 | Speelt volgend seizoen in de tweede nationale 2019/20 |

#### Uitslagen
| Thuis \ Uit        | G-H   | GEN   | MER   | VIS   |
| ------------------ | ----- | ----- | ----- | ----- |
| RHC Grâce-Hollogne |       | 23–42 | 26–22 | 28–29 |
| HC Don Bosco Gent  | 34–20 |       | 34–28 | 40–33 |
| Olse Merksem HC    | 33–17 | 27–31 |       | 28–28 |
| HC Visé BM 2       | 29–25 | 40–20 | 22–23 |       |

### Play-off 2
De 4 ploegen, die in het reguliere eerste nationale seizoen op de plaatsen 1 t/m 4 zijn geëindigd, spelen onderling een volledige competitie voor promotie naar de BENE-League 2019/20.
Hierbij begint de ploeg die in het reguliere eerste nationale seizoen als eerste is geëindigd met 4 bonuspunten, aflopend tot 1 bonuspunt voor de ploeg die als vierde is geëindigd.
De ploegen die in deze competitie als eerste en tweede eindigen, maken in een best-of-three uit wie naar de BENE-League 2019/20 promoveert. De andere 3 ploegen spelen volgend seizoen in de reguliere competitie van de eerste nationale 2019/20.
Op nationaal niveau worden dit uiteindelijk de ploegen op de plaatsen 7 t/m 10 in de eindrangschikking.

#### Teams
| Positie                | Team                   | Opmerking           |
| ---------------------- | ---------------------- | ------------------- |
| No. 1 Eerste nationale | Estudiantes HC Tournai | Begint met 4 punten |
| No. 2 Eerste nationale | HC AtomiX              | Begint met 3 punten |
| No. 3 Eerste nationale | Apolloon Kortrijk      | Begint met 2 punten |
| No. 4 Eerste nationale | HC Eynatten-Raeren     | Begint met 1 punt   |

#### Stand
| Pos | Team                   | Wed | W | G | V | Ptn | DV  | DT  | +/− | Opmerking                                                |
| --- | ---------------------- | --- | - | - | - | --- | --- | --- | --- | -------------------------------------------------------- |
| 1   | Estudiantes HC Tournai | 6   | 3 | 2 | 1 | 12  | 185 | 174 | +11 | Spelen best-of-three voor plek in de BENE-League 2019/20 |
| 2   | HC AtomiX (P)          | 6   | 4 | 0 | 2 | 11  | 194 | 171 | +23 | Spelen best-of-three voor plek in de BENE-League 2019/20 |
| 3   | Apolloon Kortrijk      | 6   | 2 | 1 | 3 | 7   | 179 | 186 | −7  | Spelen volgend seizoen in de eerste nationale 2019/20    |
| 4   | HC Eynatten-Raeren     | 6   | 1 | 1 | 4 | 4   | 161 | 188 | −27 | Spelen volgend seizoen in de eerste nationale 2019/20    |

#### Uitslagen
| Thuis \ Uit            | ATO   | E-R   | EST   | KOR   |
| ---------------------- | ----- | ----- | ----- | ----- |
| HC AtomiX              |       | 33–24 | 31–26 | 31–26 |
| HC Eynatten-Raeren     | 23–38 |       | 29–29 | 29–26 |
| Estudiantes HC Tournai | 33–28 | 32–28 |       | 28–28 |
| Apolloon Kortrijk      | 39–33 | 30–28 | 30–37 |       |

#### Best of three voor promotie naar de BENE-League
| 25 mei 2019 | HC AtomiX | 33–25 | Estudiantes HC Tournai |  |
| 25 mei 2019 |           |       |                        |  |
| 25 mei 2019 |           |       |                        |  |

| 30 mei 2019 | Estudiantes HC Tournai | 27–29 | HC AtomiX |  |
| 30 mei 2019 |                        |       |           |  |
| 30 mei 2019 |                        |       |           |  |

### Best of Five voor behoud in de BENE-League
De 2 Belgische ploegen, die in BENE-League als laagste zijn geëindigd, spelen onderling een best-of-five. De winnaar van deze tweekamp handhaaft zich voor volgend seizoen in de BENE-League 2019/20 en de verliezende ploeg degradeert naar de reguliere competitie van de eerste nationale 2019/20.

#### Teams
| Positie            | Team                | Opmerking          |
| ------------------ | ------------------- | ------------------ |
| No. 10 BENE-League | Hubo Initia Hasselt | 5de Belgische team |
| No. 11 BENE-League | KV Sasja HC         | 6de Belgische team |

#### Uitslagen
| 23 maart 2019 | Hubo Initia Hasselt | 22–26 | KV Sasja HC |  |
| 23 maart 2019 |                     |       |             |  |
| 23 maart 2019 |                     |       |             |  |

| 27 april 2019 | KV Sasja HC | 35–33 | Hubo Initia Hasselt |  |
| 27 april 2019 |             |       |                     |  |
| 27 april 2019 |             |       |                     |  |

| 1 mei 2019 | Hubo Initia Hasselt | 34–22 | KV Sasja HC |  |
| 1 mei 2019 |                     |       |             |  |
| 1 mei 2019 |                     |       |             |  |

| 4 mei 2019 | KV Sasja HC | 24–25 | Hubo Initia Hasselt |  |
| 4 mei 2019 |             |       |                     |  |
| 4 mei 2019 |             |       |                     |  |

| 11 mei 2019 | Hubo Initia Hasselt | 26–24 | KV Sasja HC |  |
| 11 mei 2019 |                     |       |             |  |
| 11 mei 2019 |                     |       |             |  |

### Play-off 1
De 4 Belgische ploegen, die in BENE-League als hoogste zijn geëindigd, gaan in een onderlinge volledige competitie strijden voor het Belgisch kampioenschap.
Hierbij begint de ploeg die in de BENE-League als eerste is geëindigd met 4 bonuspunten, aflopend tot 1 bonuspunt voor de ploeg die in de BENE-League als vierde is geëindigd.
De 2 ploegen die in deze competitie als hoogste eindigen beslissen in een best-of-three wie eindelijk de kampioen van het huidige seizoen wordt.
Verder komen deze 4 ploegen volgend seizoen in de BENE-League 2019/20 uit. Op nationaal niveau worden dit uiteindelijk de ploegen op de plaatsen 1 t/m 4 in de eindrangschikking.

#### Teams
| Positie           | Team             | Opmerking           |
| ----------------- | ---------------- | ------------------- |
| No. 1 BENE-League | Achilles Bocholt | 1ste Belgische team |
| No. 2 BENE-League | HC Visé BM       | 2de Belgische team  |
| No. 7 BENE-League | Sporting NeLo    | 3de Belgische team  |
| No. 9 BENE-League | Handbal Tongeren | 4de Belgische team  |

#### Stand
| Pos | Team             | Wed | W | G | V | Ptn | DV  | DT  | +/− | Opmerking                                   |
| --- | ---------------- | --- | - | - | - | --- | --- | --- | --- | ------------------------------------------- |
| 1   | Achilles Bocholt | 6   | 5 | 1 | 0 | 15  | 209 | 171 | +38 | Spelen best-of-three voor het kampioenschap |
| 2   | HC Visé BM       | 6   | 3 | 1 | 2 | 10  | 178 | 165 | +13 | Spelen best-of-three voor het kampioenschap |
| 3   | Sporting NeLo    | 6   | 1 | 2 | 3 | 6   | 178 | 194 | −16 |                                             |
| 4   | Handbal Tongeren | 6   | 1 | 0 | 5 | 3   | 156 | 191 | −35 |                                             |

#### Uitslagen
| Thuis \ Uit      | BOC   | NEL   | TON   | VIS   |
| ---------------- | ----- | ----- | ----- | ----- |
| Achilles Bocholt |       | 38–29 | 37–27 | 32–28 |
| Sporting NeLo    | 31–31 |       | 36–28 | 33–33 |
| Handbal Tongeren | 27–36 | 31–27 |       | 18–21 |
| HC Visé BM       | 29–35 | 33–22 | 34–25 |       |

## Best of Three voor kampioenschap
| 25 mei 2019 | HC Visé BM | 29–26 | Achilles Bocholt |  |
| 25 mei 2019 |            |       |                  |  |
| 25 mei 2019 |            |       |                  |  |

| 30 mei 2019 | Achilles Bocholt | 29–28 | HC Visé BM |  |
| 30 mei 2019 |                  |       |            |  |
| 30 mei 2019 |                  |       |            |  |

| 1 juni 2019 | Achilles Bocholt | 28–27 | HC Visé BM |  |
| 1 juni 2019 |                  |       |            |  |
| 1 juni 2019 |                  |       |            |  |